# Mérida (Venezuela)
 For alternative betydninger, se Mérida. (Se også artikler, som begynder med Mérida)
Mérida, egentlig Santiago de los Caballeros de Mérida, er en by i delstaten Mérida i Venezuela. Byen ligger i Andesbjergene og er et populært turistområde. Ved Copa América 2007 blev der spillet her.
1. ↑  web.archive.org (fra Wikidata).